# Феррерс, Джон, 4-й барон Феррерс из Чартли
Джон де Феррерс (англ. John de Ferrers; приблизительно 1331, Саутго, Хантингдоншир, Королевство Англия — 3 апреля 1367, при Нахере, Королевство Кастилия) — английский аристократ, 3-й барон Феррерс из Чартли с 1350 года.

## Биография
Джон был старшим сыном Роберта Феррерса, 3-го барона Феррерса из Чартли, и его первой жены Маргарет (о её происхождении ничего не известно). Он родился приблизительно в 1331 году. После смерти отца в 1350 году Джон унаследовал семейные владения и баронский титул. Ещё до этого он начал участвовать в войне на континенте: в частности, в 1345 году сражался в Гаскони. В 1367 году барон примкнул к кастильскому походу Чёрного принца и погиб в битве при Нахере.
Барон был женат на Элизабет Стаффорд, дочери Ральфа Стаффорда, 1-го графа Стаффорда, и Маргарет де Одли, вдове Фулька ле Стрейнджа, 3-го барона Стрейнджа из Блэкмера. В этом браке родился сын Роберт, ставший после смерти отца 5-м бароном Феррерс из Чартли. Элизабет вышла замуж в третий раз — за Реджинальда де Кобема, 2-го барона Кобема из Стерборо.